# Сен-Лоран-д’Ольт
Сен-Лора́н-д’Ольт (фр. Saint-Laurent-d'Olt, окс. Sant Laurenç d'Òlt) — коммуна во Франции, находится в регионе Окситания. Департамент — Аверон. Входит в состав кантона Кампаньяк. Округ коммуны — Мийо.
Код INSEE коммуны — 12237.
Коммуна расположена приблизительно в 500 км к югу от Парижа, в 165 км северо-восточнее Тулузы, в 45 км к востоку от Родеза.

## Население
Население коммуны на 2008 год составляло 661 человек.
| 1962 | 1968 | 1975 | 1982 | 1990 | 1999 | 2008 |
| ---- | ---- | ---- | ---- | ---- | ---- | ---- |
| 731  | 745  | 728  | 658  | 659  | 619  | 661  |

## Экономика
В 2007 году среди 371 человека в трудоспособном возрасте (15—64 лет) 256 были экономически активными, 115 — неактивными (показатель активности — 69,0 %, в 1999 году было 71,9 %). Из 256 активных работали 240 человек (135 мужчин и 105 женщин), безработных было 16 (8 мужчин и 8 женщин). Среди 115 неактивных 28 человек были учениками или студентами, 64 — пенсионерами, 23 были неактивными по другим причинам.

## Достопримечательности
- Церковь Нотр-Дам-д’Эстабль (XI век). Памятник истории с 2008 года[3]

## Фотогалерея

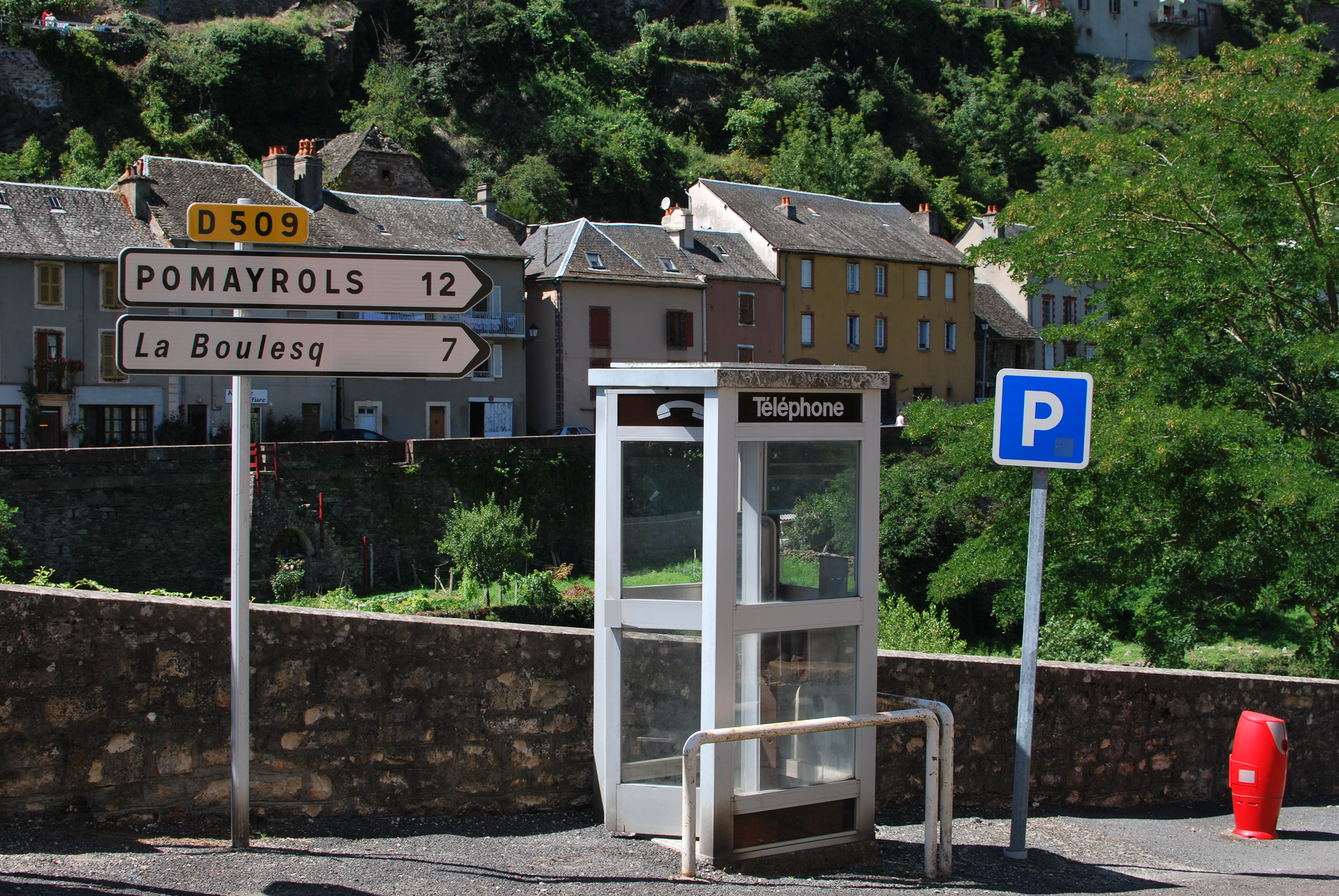
Сен-Лоран-д’Ольт
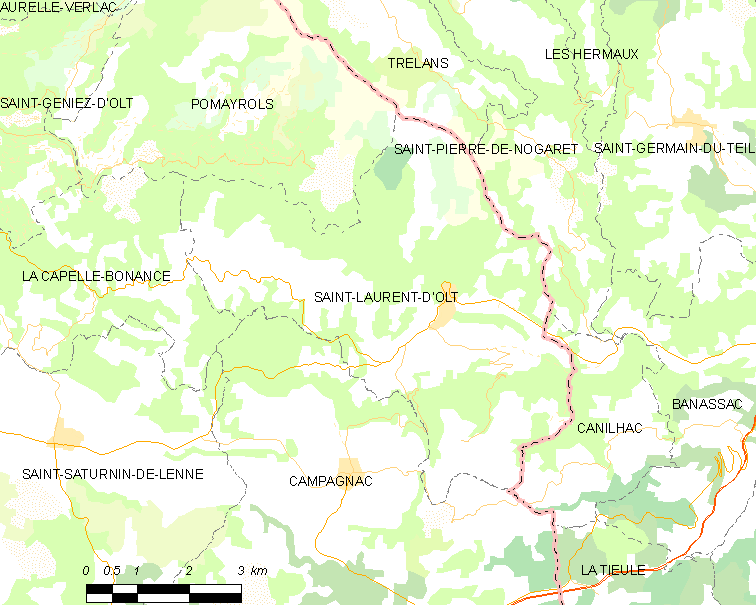
Карта коммуны